# コリオリの力

左回りに回転する円盤の中心から等速度運動をする玉（上図）は、円盤上からは進行方向に対し右向きの力で曲げられたように見える（下図）。

コリオリの力（コリオリのちから、仏: force de Coriolis）またはコリオリ力（コリオリりょく）とは、慣性系に対して回転する座標系内を運動する物体に作用する慣性力または見かけの力である。時計回りに回転する座標系では、この力は物体の進行方向の左側に働き、反時計回りでは力は右に働く。コリオリの力による物体の偏向はコリオリ効果と呼ばれる。コリオリの力を数学的に表現したのは、1835年にフランスの科学者ガスパール＝ギュスターヴ・コリオリが水車の理論に関連して発表した論文が初出である。20世紀初頭、コリオリ力という言葉は気象学に関連して使われ始めた。
ニュートンの運動法則は、慣性（加速しない）系内の物体の運動を記述している。ニュートンの法則を回転系に変換すると、コリオリ加速度と遠心加速度が現れる。質量を持つ物体に適用すれば、それぞれの力は質量に比例する。コリオリ力の大きさは回転速度に比例し、遠心力の大きさは回転速度の2乗に比例する。コリオリ力は、慣性系に対する回転系の角速度と、回転系に対する物体の速度という2つの量に垂直な方向に作用し、その大きさは回転系における物体の速度（より正確には、速度のうち回転軸に垂直な成分）に比例する。遠心力は半径方向の外側に働き、回転フレームの軸からの物体の距離に比例する。これらの付加的な力は、慣性力、見かけの力と呼ばれる。回転系にこれらの見かけの力を導入することで、ニュートンの運動法則をあたかも慣性系であるかのように回転系に適用することができる。
コリオリ力という用語の日常的な使われ方において、回転系は大抵地球を意味している。地球は自転しているため、地球にいる観測者は、物体の運動を正しく分析するためにはコリオリ力を考慮する必要がある。コリオリ力の影響が顕著になるのは、大気中の空気や海洋中の水の大規模な運動など、距離や時間のスケールが大きい運動や、長距離砲やミサイルの軌道のように精度が重要な場合に限られる。このような運動はおよそ地球の表面に制約されるため、一般にコリオリ力の水平成分のみが重要となる。この力は、地表を移動する物体を、北半球では進行方向に対して右に、南半球では左に偏向させる。この水平偏向の影響は極点付近でより大きくなる。というのも、局所的な鉛直軸を中心とした有効的な回転速度は極点付近で最も大きくなり、赤道付近ではゼロまで減少するからである。風や海流は、非回転系のように単純に高気圧から低気圧へと直接流れるのではなく、赤道より北ではこの方向より右に（反時計回り）、赤道より南ではこの方向より左に（時計回り）流れる傾向がある。この効果によって回転が起こり、台風が形成される。

## 歴史

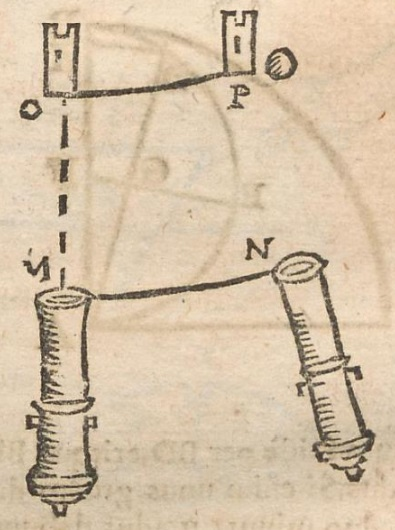
デシャレスの『Cursus seu Mundus Mathematicus』(1674年)からの図。回転する地球上で、砲弾の右向きの速度が標的の塔よりも早いためにどのように砲弾が標的の右にそれるかを示している。

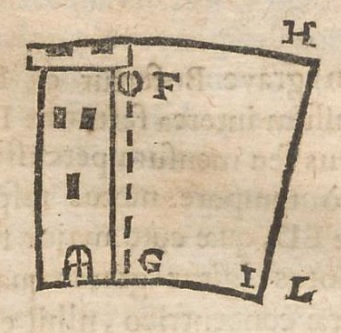
デシャレスの『Cursus seu Mundus Mathematicus』(1674)にある図で、回転する地球上の塔からボールがどのように落下するかを示している。ボールはFから放たれるが、塔の頂部はその基部よりも速く動くので、ボールが落下する間に塔の基部はIに移動するが、塔の頂部の東向きの速度を持つボールは塔の基部を追い抜き、さらに東のLに着地する。

イタリアの科学者ジョヴァンニ・バッティスタ・リッチョーリと彼の助手フランチェスコ・マリア・グリマルディは、1651年の『アルマゲストゥム・ノヴム（Almagestum Novum）』の中で、大砲に関連してこの効果を説明し、地球の自転が北に向かって発射された大砲の弾丸を東に偏らせるはずだと書いている。 1674年、クロード・フランソワ・ミリエ・デシャレスは、『キュルス・ゼウ・ムンドゥス・マテマティカス（Cursus seu Mundus Mathematicus）』の中で、地球の自転が、落下する物体や一方の極に向かって発射される弾丸の軌道の偏向を引き起こすはずだと説明している。リッチョーリ、グリマルディ、デチャレスはいずれも、コペルニクスの天動説に対する反論の一環として、この効果を説明した。言い換えれば、彼らは地球の自転がその効果を生み出すはずであり、その効果を検出できないことが地球が不動であることの証左となるだろうと主張した。 コリオリ加速度方程式は1749年にレオンハルト・オイラーによって導かれ、 その効果は1778年にピエール＝シモン・ラプラスの潮汐方程式に記述された。
コリオリは、1835年に水車のような回転部分を持つ機械のエネルギー収量に関する論文を発表した。 その論文でコリオリは、回転する系で検出される補助力について考察した。コリオリはこれらの補助力を2つのカテゴリーに分け、その2つ目のカテゴリーには座標系の角速度と系の回転軸に垂直な平面への粒子の速度の射影の外積から生じる力が含まれていた。 コリオリは、第1カテゴリーですでに考慮されていた遠心力との類似性から、この力を「複合遠心力」と呼んだ。 この効果は、20世紀初頭には「コリオリの加速度」として知られ、 1920年までには「コリオリ力」と呼ばれるようになった。
1856年、ウィリアム・フェレルは、コリオリの力による偏西風を含む中緯度の大気循環の存在を提唱した。
地球の自転が気流にどのような影響を与えるかという運動学的な理解は当初部分的なものであったが、 19世紀後半には、気団を等圧線に沿って移動させる原因となる、圧力勾配とコリオリ力の大規模な相互作用の全容が理解された。

## 現象
コリオリの力を実感するには、フィギュアスケーターのように回転しながら、重り（500 g程度でよい）を持った手を「前にならえ」の要領で前に突き出したり胸元にしまったりを繰り返すと分かりやすい。左回りに回転している場合、腕を前方に突き出す時には重りが右方向に引っ張られるように感じ、腕を胸元にしまうときには左方向に吸い込まれるように感じる。この、重りの進行方向からみて右にずれる方向に働いている見かけ上の力が、コリオリの力である。
コリオリの力を工学的に利用した装置として、角速度を測るジャイロ（角速度計）や流量計などがある。

### 地球の自転によるコリオリの力
地球は東向きに自転している。そのため、低緯度の地点から高緯度の地点に向かって運動している物体には東向き、逆に高緯度の地点から低緯度の地点に向かって運動している物体には西向きの力が働く。北半球では右向き、南半球では左向きの力が働くとも言える。例としては、以下のものがある。

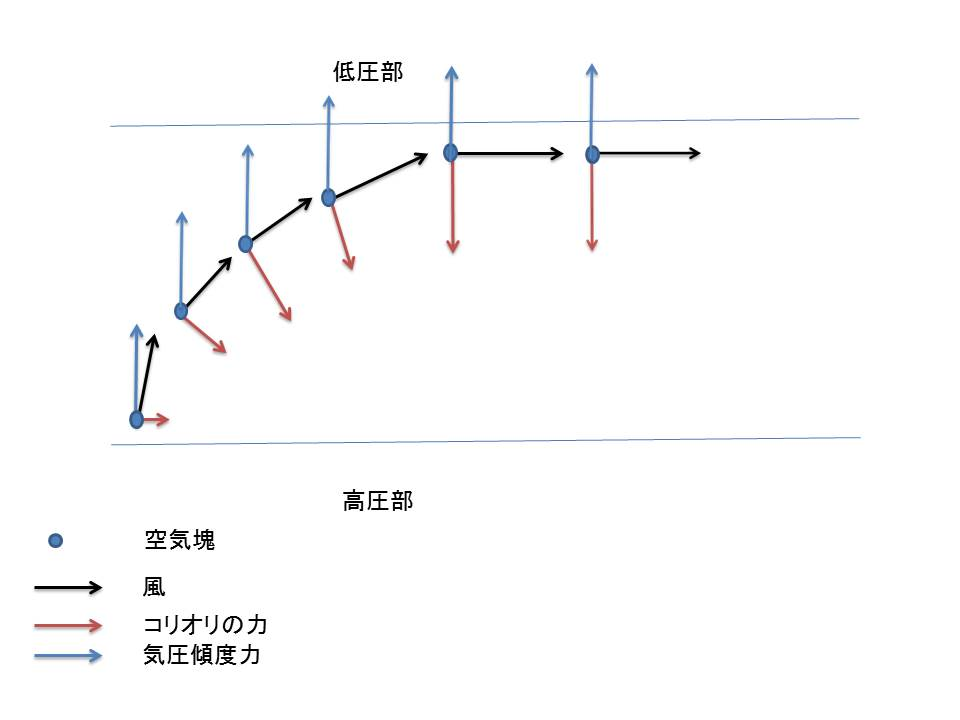
地衡風
上空で気圧の差があれば気圧の高いほうから低いほうに向かって空気塊を動かそうとする力が働く。この力を気圧傾度力という。等圧線が平行かつ気圧傾度力が一定ならば空気塊は等圧線に対して直角に気圧の高いほうから低いほうへ加速される。北半球ではその進行方向右向きコリオリの力が働く。コリオリの力は速度に比例して大きくなるため空気塊は右に曲がりながら速度を上げ最終的には気圧傾度力とコリオリの力は正反対の向きにつりあう。すると空気塊は加速されない向きも変えない安定した風になる。この風を地衡風という。
台風
台風が北半球で反時計回りの渦を巻くのは、風が低気圧中心に向かって進む際にコリオリの力を受け、進行方向に対し中心から右にずれた地点に到達するためである。
極軌道の人工衛星
北極点上空から日本上空へ向かおうとする人工衛星は直進するが、地球は自転しているため、地上にいる観測者には、衛星がアジア大陸方面へ逸れていくように見える。
海流
大気だけでなく、海流の運動もコリオリの力の影響を受けている（エクマン輸送）。
砲弾
北半球で真北に撃った砲弾が、標的よりもわずかに東（右）にずれることは昔から知られていることである。このように、大砲やロケット、1000 m近い長距離での狙撃などの軌道計算はコリオリの力を考慮した補正が必要である。

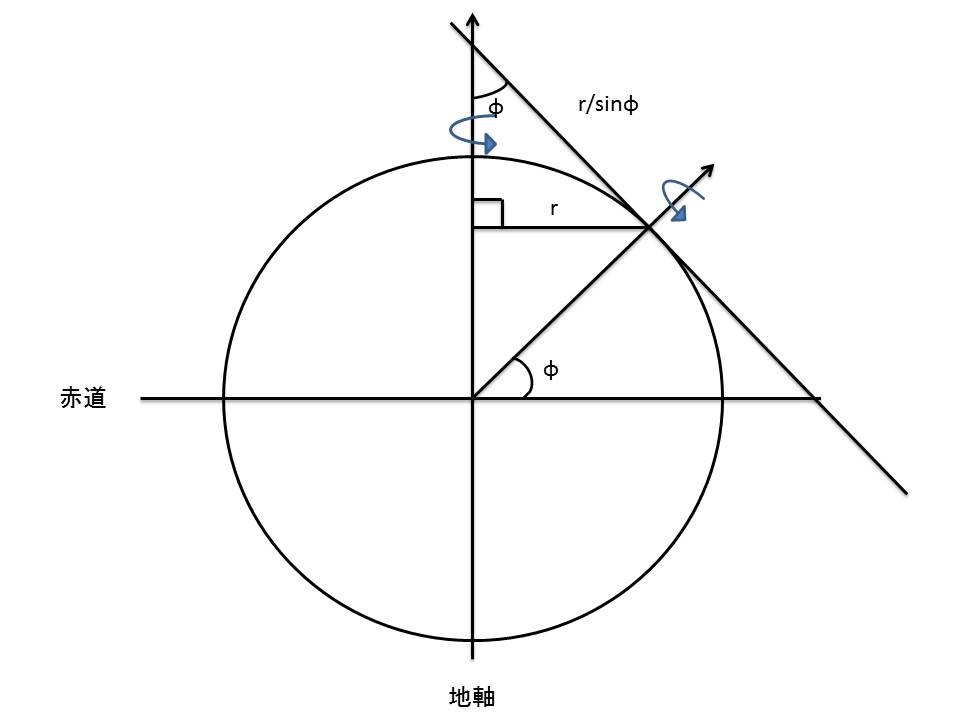
緯度φでの角速度

ここからは地球の自転によるコリオリの力の大きさを数学的に記述する。地球の角速度を{\displaystyle \omega }とすると、緯度{\displaystyle \phi }における地平面内の南北方向の方向ベクトルの角速度は、{\displaystyle \omega \sin \phi }

となるため、地球の自転によるコリオリの力の大きさは物体の速さを{\displaystyle v}として
{\displaystyle |{\boldsymbol {F}}_{\mathrm {C} }|=mvf,\quad f=2\omega \sin \phi }
で表される。{\displaystyle f}はコリオリ因子と呼ばれる。
コリオリの力が与える影響を考える一例として、コリオリの力を一番強く受ける極点において時速{\displaystyle 100\mathrm {km} }のボールを野球のピッチャープレートとホームベースの距離{\displaystyle 18.4\mathrm {m} }の間で投げたとする。
地球の角速度{\displaystyle \omega }は{\displaystyle \omega =7.29\times 10^{-5}~\mathrm {rad/s} }であるから、コリオリの力による加速度の大きさは
{\displaystyle a'=2\omega v'=4.03\times 10^{-3}~\mathrm {m/s^{2}} }
である。通過するのにかかる時間{\displaystyle t}は{\displaystyle t=0.661~\mathrm {s} }であるから等加速度運動とみなすとずれの距離{\displaystyle x}は
{\displaystyle x={1 \over 2}a't^{2}\fallingdotseq 0.88~\mathrm {mm} }
つまり1 mmにも満たない。また極点より緯度の小さい地域ではコリオリの力の影響はさらに小さくなる。日常生活の中で地球の回転によって生じるコリオリの力は非常に小さなものなのである。
同じく極点において、今度は秒速1000 mの砲弾を距離10 km先まで飛ばすときのコリオリの力による影響を考える。先ほどと同様に考えると、コリオリの力による加速度の大きさは
{\displaystyle a'=2\omega v'=1.46\times 10^{-1}~\mathrm {m/s^{2}} }
であり、通過するのにかかる時間tは{\displaystyle t=10.0~\mathrm {s} }であるから等加速度運動とみなすとずれの距離{\displaystyle x}は
{\displaystyle x={1 \over 2}a't^{2}\fallingdotseq 7.3~\mathrm {m} }
したがって7 mものずれが生じる。このように大規模な運動（運動速度が大きくて、運動する時間も長い）では地球の回転によって生じるコリオリの力は大きな影響を及ぼすのである。

## 導出

### 2次元の場合

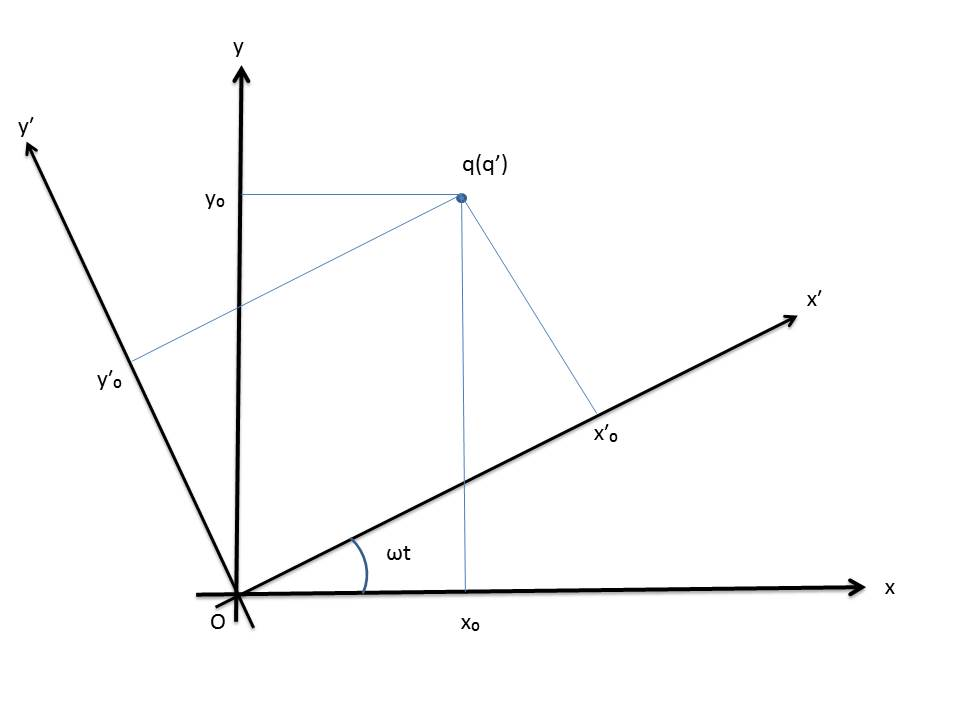
図1 慣性系と回転座標系の関係性

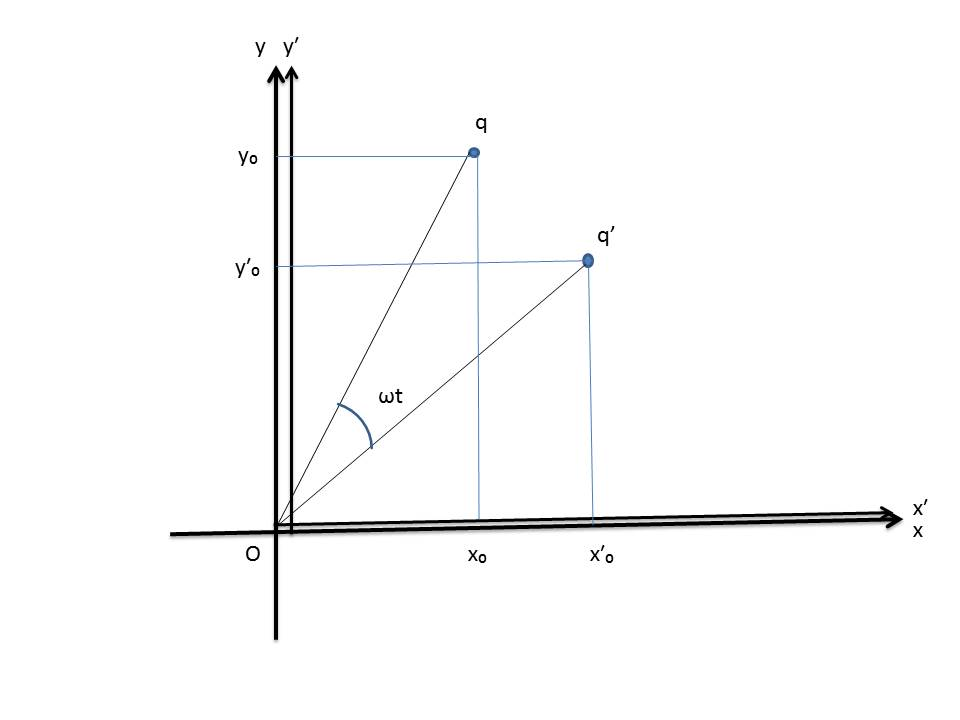
図2 軸を重ねてみた時の慣性系と回転座標系の関係性

慣性系{\displaystyle O-xy}に対して原点のまわりを一定の角速度{\displaystyle {\boldsymbol {\omega }}}で回転する座標系{\displaystyle O-x'y'}で質点Pに力{\displaystyle {\boldsymbol {F}}}が働く場合を考える。
あるベクトル{\displaystyle {\boldsymbol {q}}}の成分が
慣性系では
{\displaystyle {\boldsymbol {q}}={\begin{bmatrix}q_{x}\\q_{y}\end{bmatrix}}}
回転座標系では
{\displaystyle {\boldsymbol {q'}}={\begin{bmatrix}q'_{x}\\q'_{y}\end{bmatrix}}}
と表されるとき図1,2より{\displaystyle {\boldsymbol {q}}}は{\displaystyle {\boldsymbol {q'}}}を原点Oのまわりに{\displaystyle \omega t}だけ回転したものになるので
{\displaystyle {\boldsymbol {q}}={\boldsymbol {R}}(\omega t){\boldsymbol {q'}}}
と表される。
{\displaystyle {\boldsymbol {R}}(\theta )={\begin{bmatrix}\cos \theta &-\sin \theta \\\sin \theta &\cos \theta \\\end{bmatrix}}}
と定義する。すると質点{\displaystyle P}の位置ベクトル{\displaystyle {\boldsymbol {r}}}と回転座標系でみたベクトル{\displaystyle {\boldsymbol {r'}}}の関係は
{\displaystyle {\boldsymbol {r}}={\boldsymbol {R}}(\omega t){\boldsymbol {r'}}}
と表される。
両辺を時刻{\displaystyle t}で微分して
{\displaystyle {\begin{aligned}{\boldsymbol {v}}&={\frac {d{\boldsymbol {r}}}{dt}}\\&={\frac {d{\boldsymbol {R}}(\omega t)}{dt}}{\boldsymbol {r'}}+{\boldsymbol {R}}(\omega t){\frac {d{\boldsymbol {r'}}}{dt}}\\&=\omega {\boldsymbol {R}}(\omega t+\pi /2){\boldsymbol {r'}}+{\boldsymbol {R}}(\omega t){\boldsymbol {v'}}\end{aligned}}}
さらに{\displaystyle t}で微分して
{\displaystyle {\begin{aligned}{\boldsymbol {a}}&={\frac {d^{2}{\boldsymbol {r}}}{dt^{2}}}\\&=\omega {\frac {d{\boldsymbol {R}}(\omega t+\pi /2)}{dt}}{\boldsymbol {r'}}+\omega {\boldsymbol {R}}(\omega t+\pi /2){\frac {d{\boldsymbol {r'}}}{dt}}+{\frac {d{\boldsymbol {R}}(\omega t)}{dt}}{\boldsymbol {v'}}+{\boldsymbol {R}}(\omega t){\frac {d{\boldsymbol {v'}}}{dt}}\\&=\omega ^{2}{\boldsymbol {R}}(\omega t+\pi ){\boldsymbol {r'}}+2\omega {\boldsymbol {R}}(\omega t+\pi /2){\boldsymbol {v'}}+{\boldsymbol {R}}(\omega t){\boldsymbol {a'}}\\&=-\omega ^{2}{\boldsymbol {R}}(\omega t){\boldsymbol {r'}}+2\omega {\boldsymbol {R}}(\omega t+\pi /2){\boldsymbol {v'}}+{\boldsymbol {R}}(\omega t){\boldsymbol {a'}}\end{aligned}}}
……(1)
{\displaystyle {\frac {d{\boldsymbol {R}}(\omega t)}{dt}}={\frac {d(\omega t)}{dt}}{\frac {d{\boldsymbol {R}}(\omega t)}{d(\omega t)}}=\omega {\boldsymbol {R}}(\omega t+\pi /2)}
ここでは {\displaystyle {\boldsymbol {R}}(\omega t+\pi )=-{\boldsymbol {R}}(\omega t)} を用いた。
ベクトル{\displaystyle {\boldsymbol {F}}}と回転座標系でみたベクトル{\displaystyle {\boldsymbol {F'}}}の関係は
{\displaystyle {\boldsymbol {F}}={\boldsymbol {R}}(\omega t){\boldsymbol {F'}}} ……(2)
と表される。
運動方程式{\displaystyle {\boldsymbol {F}}=m{\boldsymbol {a}}}に(1)と(2)を代入して
{\displaystyle {\boldsymbol {R}}(\omega t){\boldsymbol {F'}}=-m\omega ^{2}{\boldsymbol {R}}(\omega t){\boldsymbol {r'}}+2m\omega {\boldsymbol {R}}(\omega t+\pi /2){\boldsymbol {v'}}+{\boldsymbol {R}}(\omega t)m{\boldsymbol {a'}}}
両辺に{\displaystyle {\boldsymbol {R}}(-\omega t)}をかけて
{\displaystyle {\boldsymbol {F'}}=-m\omega ^{2}{\boldsymbol {r'}}+2m\omega {\boldsymbol {R}}(\pi /2){\boldsymbol {v'}}+m{\boldsymbol {a'}}}
式変形して
{\displaystyle m{\boldsymbol {a'}}={\boldsymbol {F'}}+m\omega ^{2}{\boldsymbol {r'}}-2m\omega {\boldsymbol {R}}(\pi /2){\boldsymbol {v'}}}
すなわち回転座標系から物体を見た場合実際の力{\displaystyle {\boldsymbol {F}}}のほかに{\displaystyle m\omega ^{2}{\boldsymbol {r'}}}と{\displaystyle 2m\omega {\boldsymbol {R}}(\pi /2){\boldsymbol {v'}}}の力が働いているように見える。
この{\displaystyle 2m\omega {\boldsymbol {R}}(\pi /2){\boldsymbol {v'}}}は、見かけの力でコリオリの力という。コリオリの力は速度{\displaystyle v'}の方向と回転軸の方向{\displaystyle \omega }の両方に垂直である。
{\displaystyle m\omega ^{2}{\boldsymbol {r'}}}は、質点を回転軸に垂直に引き離そうとする見かけの力で遠心力という。

### 3次元の場合
以下では、地球の公転は無視し、地球は半径{\displaystyle R}の球形とする。
静止座標系として、地球の中心を原点とし、地軸の北極方向を{\displaystyle z}軸、赤道面を{\displaystyle xy}平面とする座標系を考える。
次に、地球表面の点で、地球の自転とともに動くを観測点{\displaystyle P}を考える。
{\displaystyle P=R{\begin{bmatrix}\cos \alpha \cos(\omega t+\delta )\\\cos \alpha \sin(\omega t+\delta )\\\sin \alpha \end{bmatrix}}}
ただし、{\displaystyle R}は地球の半径、{\displaystyle \alpha }は観測点{\displaystyle P}の緯度、{\displaystyle \omega }は地球の自転の角速度{\displaystyle \omega =2\pi /(24\times 60\times 60~\mathrm {s} )}、{\displaystyle t}は時刻、{\displaystyle \delta }は時刻{\displaystyle t=0}における{\displaystyle P}の位置を表すパラメータだが、以下コリオリの力に関係ないので{\displaystyle \delta =0}とする。
回転座標系として、{\displaystyle P}を原点とし、次の3つの単位ベクトルで張られる座標系を考える。
| 単位ベクトル                                                                           | ベクトルの方向 |
| -------------------------------------------------------------------------------------- | --- |
| {\displaystyle f_{1}={\begin{bmatrix}\ 0\\0\\1\end{bmatrix}}}                          | 地軸方向。北極星の方向。 |
| {\displaystyle f_{2}={\begin{bmatrix}\ -\sin \omega t\\\cos \omega t\\0\end{bmatrix}}} | 自転方向。東の方向。 |
| {\displaystyle f_{3}={\begin{bmatrix}\ \cos \omega t\\\sin \omega t\\0\end{bmatrix}}}  | {\displaystyle P}点から地軸に下ろした垂線の足と、{\displaystyle P}を結ぶ直線上の方向で、地軸から離れる方向。天頂から真南へ角度{\displaystyle \alpha }だけ傾けた方向。 |

この座標系で、時刻{\displaystyle t}における質点{\displaystyle X}の位置が、{\displaystyle f_{1}}成分{\displaystyle a_{1}(t)}、{\displaystyle f_{2}}成分{\displaystyle a_{2}(t)}、{\displaystyle f_{3}}成分{\displaystyle a_{3}(t)}で表記されたとする。（以下{\displaystyle t}は省略する。）
静止系で表すと
{\displaystyle {\begin{aligned}X&=a_{1}f_{1}+a_{2}f_{2}+a_{3}f_{3}+P\\&=a_{1}f_{1}+a_{2}f_{2}+a_{3}f_{3}+R\sin \alpha f_{1}+R\cos \alpha f_{3}\end{aligned}}}
である。
以下時間での微分を{\displaystyle '}で表す。
- {\displaystyle f_{1}'={\begin{bmatrix}\ 0\\0\\0\end{bmatrix}}=0}
- {\displaystyle f_{2}'={\begin{bmatrix}\ -\omega \cos \omega t\\-\omega \sin \omega t\\0\end{bmatrix}}=-\omega f_{3}}
- {\displaystyle f_{3}'={\begin{bmatrix}\ -\omega \sin \omega t\\\omega \cos \omega t\\0\end{bmatrix}}=\omega f_{2}}

{\displaystyle {\begin{aligned}X'&=a_{1}'f_{1}+a_{2}'f_{2}+a_{3}'f_{3}+a_{1}f_{1}'+a_{2}f_{2}'+a_{3}f_{3}'+P'\\X''&=a_{1}''f_{1}+a_{2}''f_{2}+a_{3}''f_{3}+2a_{1}'f_{1}'+2a_{2}'f_{2}'+2a_{3}'f_{3}'+a_{1}f_{1}''+a_{2}f_{2}''+a_{3}f_{3}''+P''\end{aligned}}}
静止系では運動方程式が成り立つため、質点{\displaystyle X}の質量を{\displaystyle m}、掛かる力を{\displaystyle F}とすると、
{\displaystyle F=mX''=ma_{1}''f_{1}+ma_{2}''f_{2}+ma_{3}''f_{3}+2ma_{1}'f_{1}'+2ma_{2}'f_{2}'+2ma_{3}'f_{3}'+ma_{1}f_{1}''+ma_{2}f_{2}''+ma_{3}f_{3}''+mP''}
{\displaystyle m(a_{1}''f_{1}+a_{2}''f_{2}+a_{3}''f_{3})=F-2m(a_{1}'f_{1}'+a_{2}'f_{2}'+a_{3}'f_{3}')-m(a_{1}f_{1}''+a_{2}f_{2}''+a_{3}f_{3}''+P'')}
ここで、
{\displaystyle a_{1}''f_{1}+a_{2}''f_{2}+a_{3}''f_{3}}
は、この回転座標系での加速度であり、
{\displaystyle -2m(a_{1}'f_{1}'+a_{2}'f_{2}'+a_{3}'f_{3}')-m(a_{1}f_{1}''+a_{2}f_{2}''+a_{3}f_{3}''+P'')}
が、この座標系での「みかけの力」即ち慣性力になる。
上で示した
- {\displaystyle f_{1}'=0}
- {\displaystyle f_{2}'=-\omega f_{3}}
- {\displaystyle f_{3}'=\omega f_{2}}

を使えば、 
{\displaystyle -2m(a_{1}'f_{1}'+a_{2}'f_{2}'+a_{3}'f_{3}')=2m\omega (a_{2}'f_{3}-a_{3}'f_{2})}
この部分は、広義のコリオリの力に対応する部分であり、
- {\displaystyle f_{2}}方向の速度{\displaystyle a_{2}'}に対し{\displaystyle f_{3}}方向に「みかけの力」{\displaystyle 2m\omega a_{2}'}が働き、
- {\displaystyle f_{3}}方向の速度{\displaystyle a_{3}'}に対し{\displaystyle -f_{2}}方向に「みかけの力」{\displaystyle 2m\omega a_{3}'}が働く

ことを示している。
これは、{\displaystyle f_{2}}と{\displaystyle f_{3}}で張られた平面（観測点{\displaystyle P}を通り地軸に直交する平面）での2次元のコリオリの力に一致する。
なお、
{\displaystyle {\begin{aligned}-m(a_{1}f_{1}''+a_{2}f_{2}''+a_{3}f_{3}''+P'')&=m(-a_{1}f_{1}''-a_{2}f_{2}''-a_{3}f_{3}''-R\sin \alpha f_{1}''-R\cos \alpha f_{3}'')\\&=m\omega (+a_{2}f_{3}'-a_{3}f_{2}'-R\cos \alpha f_{2}')\\&=m\omega ^{2}(a_{2}f_{2}+a_{3}f_{3}+R\cos \alpha f_{3})\\\end{aligned}}}
は、
質点{\displaystyle X}から地軸に下ろした垂線の足から、質点{\displaystyle X}までの方向ベクトルが{\displaystyle a_{2}f_{2}+a_{3}f_{3}+R\cos \alpha f_{3}}であることを考えれば、質点{\displaystyle X}にかかる「みかけの力」遠心力である。
次に、上記の回転座標系では、北極星の方向、天頂から真南へ角度{\displaystyle \alpha }だけ傾けた方向を座標軸とするので不便だから、別の座標系を考える。
{\displaystyle P}を原点とし、次の3つの単位ベクトル{\displaystyle e_{1}}、{\displaystyle e_{2}}、{\displaystyle e_{3}}で張られる座標系とする。
| 単位ベクトル                                              | ベクトルの向き                                          |
| --------------------------------------------------------- | ------------------------------------------------------- |
| {\displaystyle e_{1}=\cos \alpha f_{1}-\sin \alpha f_{3}} | 観測点{\displaystyle P}で地球に接する平面上の真北の方角 |
| {\displaystyle e_{2}=f_{2}}                               | 観測点{\displaystyle P}で地球に接する平面上の真東の方角 |
| {\displaystyle e_{3}=\sin \alpha f_{1}+\cos \alpha f_{3}} | 観測点{\displaystyle P}での天頂方向                     |

基底変換は行列で表すと、
{\displaystyle {\begin{bmatrix}\ e_{1}&e_{2}&e_{3}\end{bmatrix}}={\begin{bmatrix}\ f_{1}&f_{2}&f_{3}\end{bmatrix}}{\begin{bmatrix}\ \cos \alpha &0&\sin \alpha \\0&1&0\\-\sin \alpha &0&\cos \alpha \end{bmatrix}}}
{\displaystyle {\begin{bmatrix}\ f_{1}&f_{2}&f_{3}\end{bmatrix}}={\begin{bmatrix}\ e_{1}&e_{2}&e_{3}\end{bmatrix}}{\begin{bmatrix}\ \cos \alpha &0&-\sin \alpha \\0&1&0\\\sin \alpha &0&\cos \alpha \end{bmatrix}}}
{\displaystyle {\begin{bmatrix}\ f_{1}&f_{2}&f_{3}\end{bmatrix}}}座標系の座標
{\displaystyle {\begin{bmatrix}\ a_{1}\\a_{2}\\a_{3}\end{bmatrix}}}
が、
{\displaystyle {\begin{bmatrix}\ e_{1}&e_{2}&e_{3}\end{bmatrix}}}座標系の座標
{\displaystyle {\begin{bmatrix}\ b_{1}\\b_{2}\\b_{3}\end{bmatrix}}}
と同じ点を表すには、
{\displaystyle {\begin{aligned}{\begin{bmatrix}\ e_{1}&e_{2}&e_{3}\end{bmatrix}}{\begin{bmatrix}\ b_{1}\\b_{2}\\b_{3}\end{bmatrix}}&={\begin{bmatrix}\ f_{1}&f_{2}&f_{3}\end{bmatrix}}{\begin{bmatrix}\ \cos \alpha &0&\sin \alpha \\0&1&0\\-\sin \alpha &0&\cos \alpha \end{bmatrix}}{\begin{bmatrix}\ b_{1}\\b_{2}\\b_{3}\end{bmatrix}}\\&={\begin{bmatrix}\ f_{1}&f_{2}&f_{3}\end{bmatrix}}{\begin{bmatrix}\ a_{1}\\a_{2}\\a_{3}\end{bmatrix}}\\\end{aligned}}}
のため
{\displaystyle {\begin{bmatrix}\ \cos \alpha &0&\sin \alpha \\0&1&0\\-\sin \alpha &0&\cos \alpha \end{bmatrix}}{\begin{bmatrix}\ b_{1}\\b_{2}\\b_{3}\end{bmatrix}}={\begin{bmatrix}\ a_{1}\\a_{2}\\a_{3}\end{bmatrix}}}
でなければならない。
{\displaystyle \alpha }は時間には依存しないため、
{\displaystyle {\begin{bmatrix}\ \cos \alpha &0&\sin \alpha \\0&1&0\\-\sin \alpha &0&\cos \alpha \end{bmatrix}}{\begin{bmatrix}\ b_{1}'\\b_{2}'\\b_{3}'\end{bmatrix}}={\begin{bmatrix}\ a_{1}'\\a_{2}'\\a_{3}'\end{bmatrix}}}
{\displaystyle {\begin{bmatrix}\ \cos \alpha &0&\sin \alpha \\0&1&0\\-\sin \alpha &0&\cos \alpha \end{bmatrix}}{\begin{bmatrix}\ b_{1}''\\b_{2}''\\b_{3}''\end{bmatrix}}={\begin{bmatrix}\ a_{1}''\\a_{2}''\\a_{3}''\end{bmatrix}}}
運動方程式を書き換えれば、
{\displaystyle m(a_{1}''f_{1}+a_{2}''f_{2}+a_{3}''f_{3})=F-2m(a_{1}'f_{1}'+a_{2}'f_{2}'+a_{3}'f_{3}')-m(a_{1}f_{1}''+a_{2}f_{2}''+a_{3}f_{3}''+P'')}
について、
{\displaystyle {\begin{aligned}m(a_{1}''f_{1}+a_{2}''f_{2}+a_{3}''f_{3})&=m{\begin{bmatrix}\ f_{1}&f_{2}&f_{3}\end{bmatrix}}{\begin{bmatrix}\ a_{1}''\\a_{2}''\\a_{3}''\end{bmatrix}}\\&=m{\begin{bmatrix}\ f_{1}&f_{2}&f_{3}\end{bmatrix}}{\begin{bmatrix}\ \cos \alpha &0&\sin \alpha \\0&1&0\\-\sin \alpha &0&\cos \alpha \end{bmatrix}}{\begin{bmatrix}\ b_{1}''\\b_{2}''\\b_{3}''\end{bmatrix}}\\&=m{\begin{bmatrix}\ e_{1}&e_{2}&e_{3}\end{bmatrix}}{\begin{bmatrix}\ b_{1}''\\b_{2}''\\b_{3}''\end{bmatrix}}\\&=m(b_{1}''e_{1}+b_{2}''e_{2}+b_{3}''e_{3})\end{aligned}}}
上記は加速度の項である。
{\displaystyle {\begin{aligned}-2m(a_{1}'f_{1}'+a_{2}'f_{2}'+a_{3}'f_{3}')&=2m\omega (a_{2}'f_{3}-a_{3}'f_{2})\\&=2m\omega {\begin{bmatrix}\ f_{1}&f_{2}&f_{3}\end{bmatrix}}{\begin{bmatrix}\ 0&0&0\\0&0&-1\\0&1&0\end{bmatrix}}{\begin{bmatrix}\ a_{1}'\\a_{2}'\\a_{3}'\end{bmatrix}}\\&=2m\omega {\begin{bmatrix}\ e_{1}&e_{2}&e_{3}\end{bmatrix}}{\begin{bmatrix}\ \cos \alpha &0&-\sin \alpha \\0&1&0\\\sin \alpha &0&\cos \alpha \end{bmatrix}}{\begin{bmatrix}\ 0&0&0\\0&0&-1\\0&1&0\end{bmatrix}}{\begin{bmatrix}\ \cos \alpha &0&\sin \alpha \\0&1&0\\-\sin \alpha &0&\cos \alpha \end{bmatrix}}{\begin{bmatrix}\ b_{1}'\\b_{2}'\\b_{3}'\end{bmatrix}}\\&=2m\omega {\begin{bmatrix}\ e_{1}&e_{2}&e_{3}\end{bmatrix}}{\begin{bmatrix}\ 0&-\sin \alpha &0\\\sin \alpha &0&-\cos \alpha \\0&\cos \alpha &0\end{bmatrix}}{\begin{bmatrix}\ b_{1}'\\b_{2}'\\b_{3}'\end{bmatrix}}\\&=2m\omega (b_{1}'\sin \alpha e_{2}-b_{2}'\sin \alpha e_{1}+b_{2}'\cos \alpha e_{3}-b_{3}'\cos \alpha e_{2})\end{aligned}}}
上記は広義のコリオリの力の項である。
{\displaystyle {\begin{aligned}-m(a_{1}f_{1}''+a_{2}f_{2}''+a_{3}f_{3}''+P'')&=m\omega ^{2}(a_{2}f_{2}+a_{3}f_{3}+R\cos \alpha f_{3})\\&=m\omega ^{2}\left\{b_{2}e_{2}+(b_{1}\sin \alpha +b_{3}\cos \alpha +R\cos \alpha )(\sin \alpha e_{1}+\cos \alpha e_{3})\right\}\end{aligned}}}
上記は遠心力の項である。
ここで、広義のコリオリの力の項を見ると、
- {\displaystyle e_{1}}方向(北方向)の速度{\displaystyle b_{1}'}に対し、{\displaystyle e_{2}}方向（東方向）に「みかけの力」{\displaystyle 2m\omega b_{1}'\sin \alpha }が働く
- {\displaystyle e_{2}}方向(東方向)の速度{\displaystyle b_{2}'}に対し、{\displaystyle -e_{1}}方向（南方向）に「みかけの力」{\displaystyle 2m\omega b_{2}'\sin \alpha }が働き、{\displaystyle e_{3}}方向（天頂方向）に「みかけの力」{\displaystyle 2m\omega b_{2}'\cos \alpha }が働く
- {\displaystyle e_{3}}方向(天頂方向)の速度{\displaystyle b_{3}'}に対し、{\displaystyle -e_{2}}方向(西方向)に「みかけの力」{\displaystyle 2m\omega b_{3}'\cos \alpha }が働く

ことが分かる。
このうち、天頂方向の速度と力を捨象した、
- {\displaystyle e_{1}}方向(北方向)の速度{\displaystyle b_{1}'}に対し、{\displaystyle e_{2}}方向（東方向）に「みかけの力」{\displaystyle 2m\omega b_{1}'\sin \alpha }が働く
- {\displaystyle e_{2}}方向(東方向)の速度{\displaystyle b_{2}'}に対し、{\displaystyle -e_{1}}方向（南方向）に「みかけの力」{\displaystyle 2m\omega b_{2}'\sin \alpha }が働く

と言える。これがコリオリの力である。接平面内であれば、どの方向の速度ベクトルでも北方向と東方向の速度ベクトルの合成で作れるため、「{\displaystyle 2m\omega \sin \alpha }×速度」だけの接平面内の「みかけの力」がかかることが分かる。

### 3次元の場合のまとめ
3次元の場合のコリオリの力をまとめると、次の3段階で導出されていることが分かる。
1. 観測点{\displaystyle P}での地球の接平面{\displaystyle T}内の速度ベクトルを、観測点{\displaystyle P}を通り地軸と直交する平面（赤道面と平行な平面）{\displaystyle L}に射影する。
2. 平面{\displaystyle L}内で2次元のコリオリの力を求める。
3. 得られた平面{\displaystyle L}内のコリオリの力を接平面{\displaystyle T}に射影し、接平面{\displaystyle T}内のコリオリの力を求める。

ここで、接平面{\displaystyle T}内の東向き（自転方向の向き）の大きさ{\displaystyle v}の速度ベクトルについて考えれば、それを平面{\displaystyle L}に射影しても変わらずに大きさ{\displaystyle v}であり、平面{\displaystyle L}内のコリオリの力は、大きさ{\displaystyle 2m\omega v}、方向は東と直交し地軸から遠ざかる方向であり、それを接平面{\displaystyle T}に射影すると、コリオリの力（の接平面{\displaystyle T}内の成分）は、大きさ{\displaystyle 2m\omega v\sin \alpha }、方向は南となる。
接平面{\displaystyle T}内の北向きの大きさ{\displaystyle v}の速度ベクトルについて考えれば、それを平面{\displaystyle L}に射影すると大きさは{\displaystyle v\sin \alpha }となり、平面{\displaystyle L}内のコリオリの力は、大きさ{\displaystyle 2m\omega v\sin \alpha }、方向は東であり、それを接平面{\displaystyle T}に射影すると、コリオリの力は変わらず、大きさ{\displaystyle 2m\omega v\sin \alpha }、方向は東となる。
接平面{\displaystyle T}内の大きさ{\displaystyle v}の任意の方向の速度ベクトルは、東方向と北方向の速度ベクトルの一次結合で表せるため、その接平面{\displaystyle T}内のコリオリの力は、大きさ{\displaystyle 2m\omega v\sin \alpha }、方向は北極側から見て速度ベクトルの方向から90度時計回りに回転した方向となることが分かる。

## 直感的な説明
地球の表面に沿って北半球を北上する物体を考えると、宇宙空間から見れば物体は真北に進んでいるようには見えず、東進しているように見える（地球の表面とともに右回りに回転している）。北に進むほど、「平行（緯度）方向の半径」が小さくなるため、地表そのものの東進は遅くなるが、一方で物体は（地表の局所的の東向きの速度の低下に合わせて速度を落とすのではなく）最初の東向きの速度を維持するため、東にさらに傾く。
この例では北向きの動きを考えているのでわからないが、進行方向に対しての垂直方向の偏向は、東向きや西向き（あるいはその他の方向）に動く物体にも同じように生じる。 しかし、一般的な大きさの家庭用バスタブ、洗面台、トイレの排水の回転を決めるのはこの力だという説は、現代の科学者たちによって繰り返し否定されている。

## 地球への応用
地表を「滑る」空気の運動に影響を与える加速度は、次式のコリオリ項の水平成分である。
{\displaystyle -2{\boldsymbol {\omega \times v}}}
この成分は地表の速度と直交しており、次式で与えられる。
{\displaystyle 2\omega v\sin \phi }
- {\displaystyle \omega } ：地球の回転速度
- {\displaystyle \phi } ：緯度。北半球では正、南半球では負にとる。

緯度が正である北半球では、この加速度は上から見て進行方向の右側にある。逆に、南半球では左になる。

### 回転する球

緯度 φ の座標系で、x軸を東、y軸を北、z軸を上（球の中心から半径方向）にとる。

南北軸を中心に回転する球体上の緯度 φ の場所を考える。 x 軸を水平に真東、y軸を水平に真北、z軸を垂直に上に向けて局所的座標系を設定する。この局所的座標系で表される回転ベクトル、移動速度、コリオリ加速度（東（e）、北（n）、上（u）の順に成分を列挙する）は以下の通りである：
{\displaystyle {\boldsymbol {\Omega }}=\omega {\begin{pmatrix}0\\\cos \varphi \\\sin \varphi \end{pmatrix}}\ ,}     {\displaystyle {\boldsymbol {v}}={\begin{pmatrix}v_{e}\\v_{n}\\v_{u}\end{pmatrix}}\ ,}
{\displaystyle {\boldsymbol {a}}_{C}=-2{\boldsymbol {\Omega \times v}}=2\,\omega \,{\begin{pmatrix}v_{n}\sin \varphi -v_{u}\cos \varphi \\-v_{e}\sin \varphi \\v_{e}\cos \varphi \end{pmatrix}}\ .}
大気や海洋の力学を考慮する場合、鉛直速度は小さく、コリオリ加速度の鉛直成分 ({\displaystyle v_{e}\cos \varphi }) は重力(g, 地球表面付近で約9.81 m/s2 (32.2 ft/s2))に比べて小さいとして、水平（東と北）成分のみが問題にすれば水平面に対する上記の制限は(vu = 0)である。:
{\displaystyle {\boldsymbol {v}}={\begin{pmatrix}v_{e}\\v_{n}\end{pmatrix}}\ ,}     {\displaystyle {\boldsymbol {a}}_{c}={\begin{pmatrix}v_{n}\\-v_{e}\end{pmatrix}}\ f\ ,}
ここで{\displaystyle f=2\omega \sin \varphi \,}はコリオリパラメータという。
vn = 0 としたことで、(正の φ, ωに対して)東への移動は南への加速となることが直ちににわかる。同様に、ve = 0 とすると、北向きに動くと東向きに加速することがわかる。一般に、加速度の原因となる運動の方向に沿って水平に観察すると、加速度は常に（正のφの場合）右に90度回転しており、進行方向に向きに関係なく同じ大きさである。
別のケースとして、φ＝0°とする赤道運動を考える。この場合、Ωは北軸またはn軸に平行である：
{\displaystyle {\boldsymbol {\Omega }}=\omega {\begin{pmatrix}0\\1\\0\end{pmatrix}}\ ,}     {\displaystyle {\boldsymbol {v}}={\begin{pmatrix}v_{e}\\v_{n}\\v_{u}\end{pmatrix}}\ ,}     {\displaystyle {\boldsymbol {a}}_{C}=-2{\boldsymbol {\Omega \times v}}=2\,\omega \,{\begin{pmatrix}-v_{u}\\0\\v_{e}\end{pmatrix}}\ .}
したがって、東への運動（つまり球体の回転と同じ方向）はエトヴェシュ効果として知られる上向きの加速度をもたらし、上向きの運動は西向きの加速度をもたらす。

### 気象学と海洋学

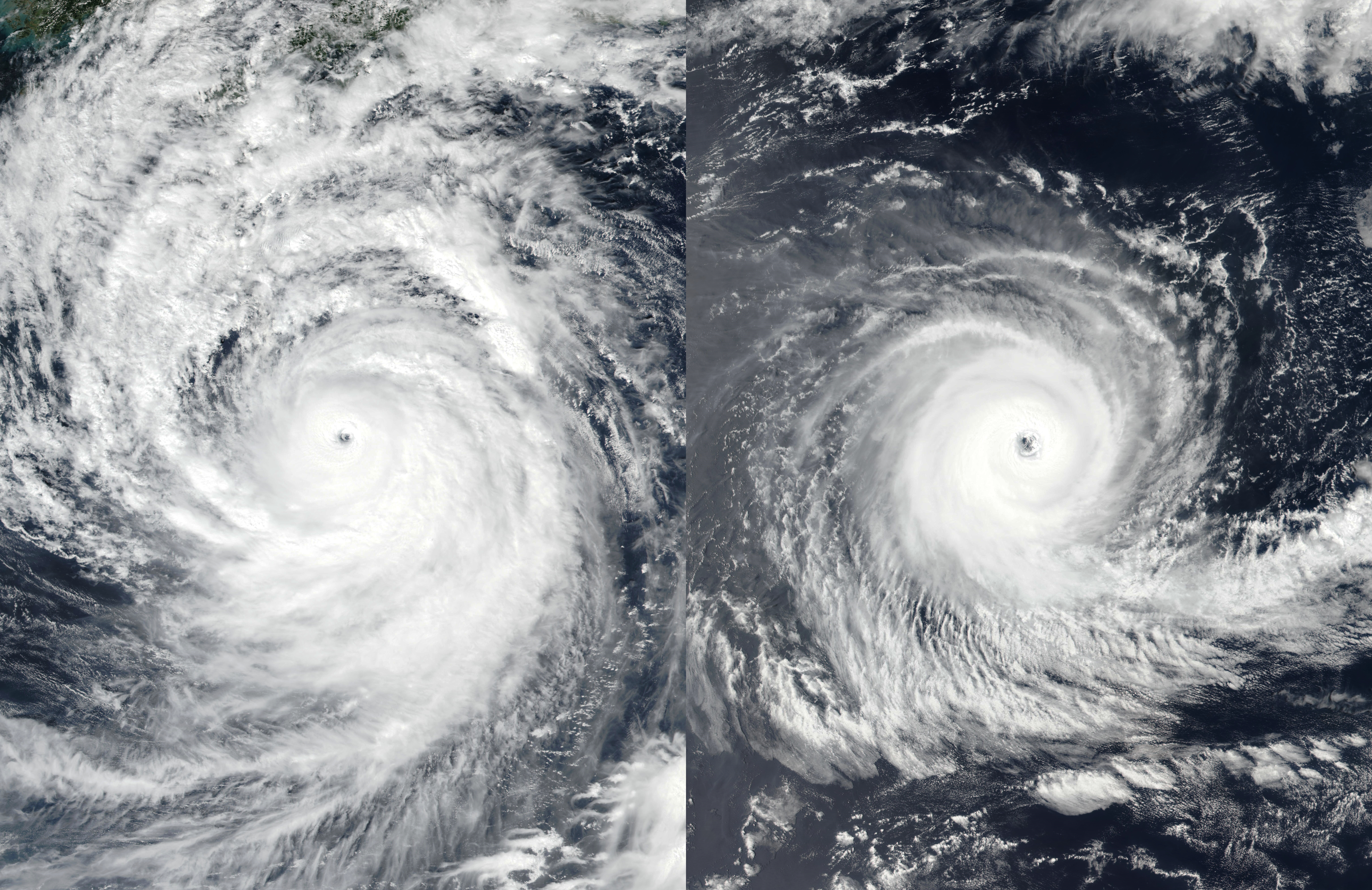
コリオリの力により、北半球の低気圧は反時計回りに回転し（左）、南半球の低気圧は時計回りに回転する（右）。

北半球の低気圧周辺の流れの模式図。ロスビー数は小さいので、遠心力はほとんど無視できる。圧力勾配力は青い矢印、コリオリ加速度（常に速度に垂直）は赤い矢印。

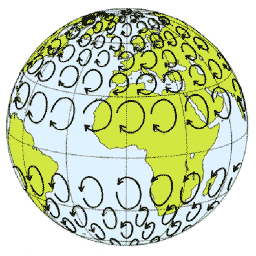
風速約50 to 70 m/sで計算した、他の力がない場合の気塊の慣性円の模式図。

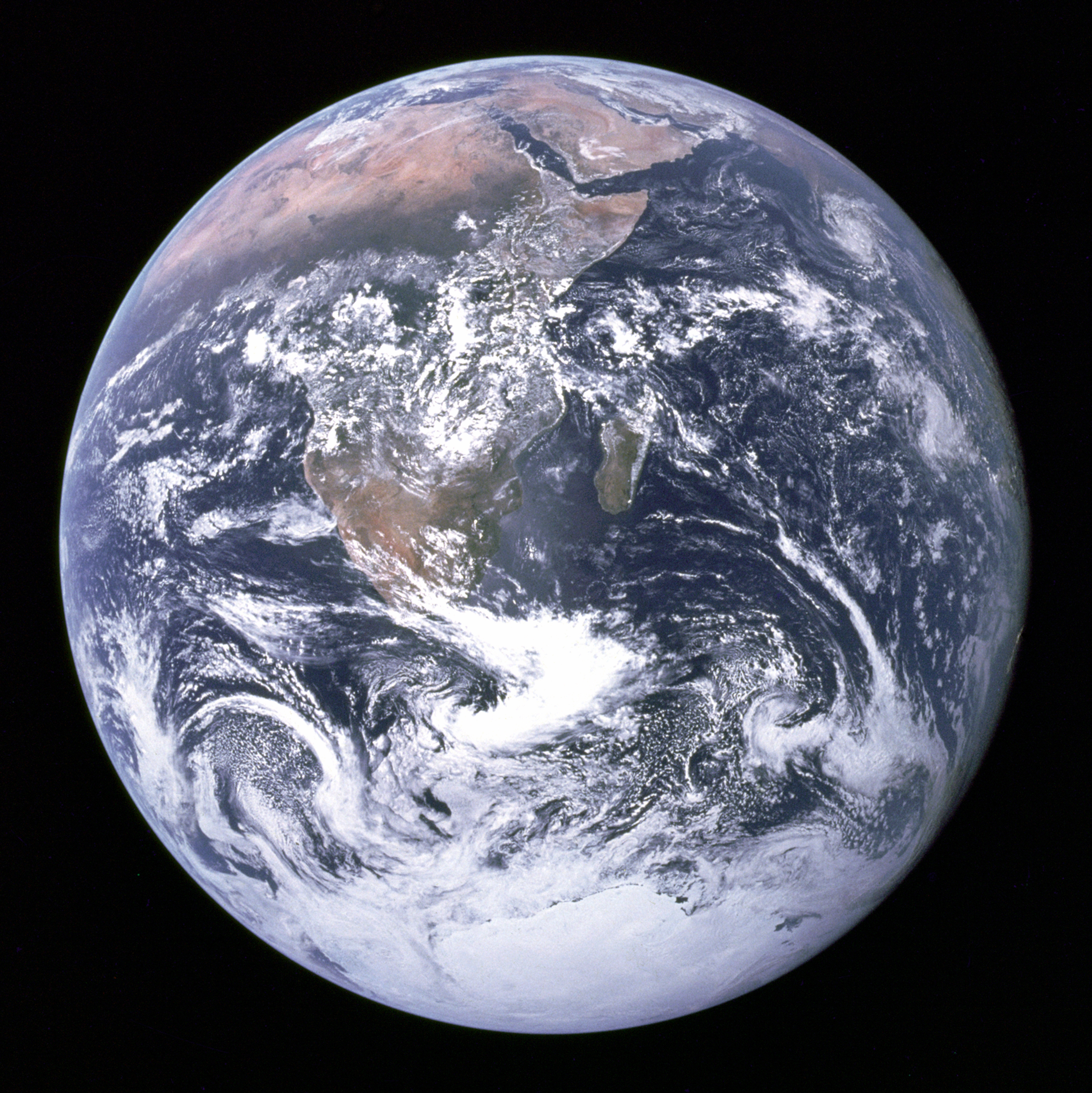
アポロ17号が撮影した有名な地球の画像に見られる雲の形。

コリオリ効果の最も重要な影響は、海洋と大気の大規模な力学であろう。気象学や海洋学では、地球が静止している回転座標系を仮定するのが便利である。この仮定のもとで、遠心力とコリオリ力が導入される。それらの相対的な重要性は、適用されるロスビー数によって決定される。例えば、竜巻は高いロスビー数を持つため、竜巻に関連する遠心力はかなり大きいが、竜巻に関連するコリオリ力は実用上は無視できる。
表層海流は水面上の風の動きによって引き起こされるため、コリオリの力は海流やサイクロンの動きにも影響を与える。海流の多くは、環流と呼ばれる暖かく高気圧に覆われた海域を循環を形成する。この循環は大気中の循環ほど大きくないが、コリオリ効果によって引き起こされる偏向が、これらの環流の渦巻きパターンを生み出している。渦巻き状の風パターンは、ハリケーンの形成を助ける。コリオリ効果による力が強ければ強いほど、風は速く回転し、さらなるエネルギーを拾い上げ、ハリケーンの強さを増す。
高気圧内の空気は、コリオリの力が半径方向内側に向き、半径方向外側の圧力勾配とほぼ釣り合うような方向に回転する。その結果、空気は北半球では高気圧の周りを時計回りに、南半球では反時計回りに移動する。低気圧の周りの空気は反対方向に回転するため、コリオリの力は半径方向外側に向き、半径方向内側の圧力勾配とほぼ釣り合う。

#### 低圧域での流れ
大気中に低気圧が形成されると、空気は低気圧に向かって流れ込む傾向があるが、コリオリの力によって速度に対して垂直に偏向される。その結果、平衡系が形成され、円運動やサイクロン流が発生する。ロスビー数が小さいため、力のバランスは、低気圧に向かって作用する圧力勾配力と、低気圧の中心から離れる方向に作用するコリオリ力の間で大きく変化する。
大気や海洋の大規模な運動は、素直に気圧勾配を下るのではなく、コリオリ力の影響で気圧勾配に垂直に起こる傾向がある。これは地衡流として知られている。 回転していない惑星では、流体は可能な限り直線に沿って流れ、圧力勾配はすぐになくなる。そのため、地衡バランスは「慣性運動」（下記参照）の場合とは大きく異なり、中緯度でのサイクロンがただの慣性円流の場合より桁違いに大きい理由も説明できる。
この偏向のパターンと移動方向は、ビュイス・バロットの法則と呼ばれる。大気圏では、この流れのパターンをサイクロンと呼ぶ。北半球では、低気圧の周りの移動方向は反時計回りである。南半球では、回転力学が鏡像であるため、移動方向は時計回りである。 At high altitudes, outward-spreading air rotates in the opposite direction.赤道付近はコリオリ効果が弱いため、サイクロンが発生することはほとんどない。

#### 慣性円流
速度{\displaystyle v\,}で移動する空気または水の塊は、コリオリ力のみを受け、慣性円と呼ばれる円形の軌跡を描く。この力は粒子の運動に対して直角に働くので、粒子は等速円運動をし、その半径 {\displaystyle R}は:
{\displaystyle R={\frac {v}{f}}}
ここで {\displaystyle f} は {\displaystyle 2\Omega \sin \varphi }で表されるコリオリパラメーターである。(上記参照) ({\displaystyle \varphi } は緯度)したがって、物体が円軌道を1周するのにかかる時間は{\displaystyle 2\pi /f}である。コリオリパラメーターは通常、中緯度の値で約10−4 s−1なので、典型的な大気速度10 m/s (22 mph)で半径 100 km (62 mi)、周期17 hoursとなる。一方典型的な速度の海流(10 cm/s (0.22 mph))
の場合では、半径は1 km (0.6 mi)となる。これらの慣性円は、北半球では時計回り（軌道が右に曲がる）、南半球では反時計回りである（台風とは逆向きとなることに注意）。
回転系が放物線状のターンテーブル状である場合、{\displaystyle f} は一定であり、軌道は正確に円となるが、自転する惑星ではコリオリパラメーター{\displaystyle f}は緯度によって変化し、粒子の経路は正確な円を描かない。その場合{\displaystyle f}は先述の通り緯度の正弦に比例して変化するため、ある速度に伴う回転運動の半径は極点（緯度±90°）で最も小さく、赤道に向かって大きくなる。

#### その他の地表への影響
コリオリ効果は、大規模な海洋循環や大気循環に強く影響し、ジェット気流や西部境界流のような強固な特徴を形成する。このような地形は、地衡平衡状態(コリオリの力と圧力勾配の力が釣り合っていることを意味する)にある。コリオリ加速は、ロスビー波やケルビン波など、海洋や大気中の多くの種類の波の伝播にも関与している。また、海洋におけるいわゆるエクマン境界層や、風成循環と呼ばれる大規模な海洋の流れパターンの確立にも関与している。

### エトヴェシュ効果
コリオリ効果の実際的な影響は、ほとんどが水平運動によって生じる水平加速度成分によって引き起こされるが、コリオリ効果の他の要素として、西に進む物体は下に偏向され、東に進む物体は上に偏向されるエトヴェシュ効果がある。この効果は赤道付近で最大となる。エトヴェシュ効果によって生じる力は水平方向の成分と似ているが、重力と圧力による垂直方向の力の方がはるかに大きいため、静水圧平衡ではあまり重要ではない。しかし大気中では、風は静水圧平衡からの圧力の小さな偏差と関連している。熱帯大気では、圧力の偏差の大きさのオーダーは非常に小さいので、エトヴェシュ効果の圧力偏差への寄与はかなりのものとなる。
加えて、上方（すなわち外側）または下方（すなわち内側）に進む物体はそれぞれ西または東に偏向し、この影響も赤道付近で最大となる。垂直方向の移動は通常、範囲と時間が限られているため、影響の大きさは小さく、検出には精密な機器が必要となる。例えば、理想化された数値モデリング研究によると、この効果は、大気の長期的（2週間以上）な加熱または冷却があれば、熱帯の大規模風速場におよそ10％直接影響を与える可能性がある。
さらに、軌道に打ち上げられる宇宙船のように運動量が大きく変化する場合、その影響は大きくなる。軌道への最速かつ最も燃料効率の良い経路は、赤道から真東にカーブして打ち上げることである。

#### 例
赤道に沿って摩擦のない線路を走る列車を考える。走行中は、1日で世界1周するのに必要な速度(465 m/s)で移動すると仮定する。 コリオリ効果は、列車が西に進む場合、静止している場合、東に進む場合の3つのケースで考えることができる。それぞれの場合において、コリオリ効果はまず地球上の回転系から計算し、次に固定慣性系に直すことができる。下の図は、地球の自転軸に沿った北極上空の定点から、慣性系で静止している観測者が見た3つの場合を示している。{\displaystyle \left(1{\text{ day}}\mathrel {\overset {\land }{=}} 8{\text{ s}}\right):}
1. 列車が西進している場合： この場合、列車は自転方向とは逆に移動する。したがって、地球の回転系上では、コリオリの項は自転軸の内側（下向き）を向いている。画像のように自転軸の北極上にある固定された非回転系からこの列車を見ると、その速度では、地球がその下で回転しているため、列車は静止したままである。したがって、列車に作用する力は地球の重力と軌道からの反作用だけである。この力は0.34%[35]だけ乗客と列車が静止状態（地球とともに回転している状態）で受ける力よりも大きい。この差が、回転系におけるコリオリ効果である。
2. 列車が停止している場合： 地球の回転系から見ると、列車の速度はゼロであり、したがってコリオリ力もゼロであり、列車とその乗客は通常の重量を回復する。北極上空の固定慣性系から見ると、列車は地球と一緒に回転して、重力の力の0.34%が、その慣性系で円運動をするのに必要な求心力を提供し、残りの力が回転系で測定されるので、列車と乗客を前の西進の場合よりも「軽く」する。

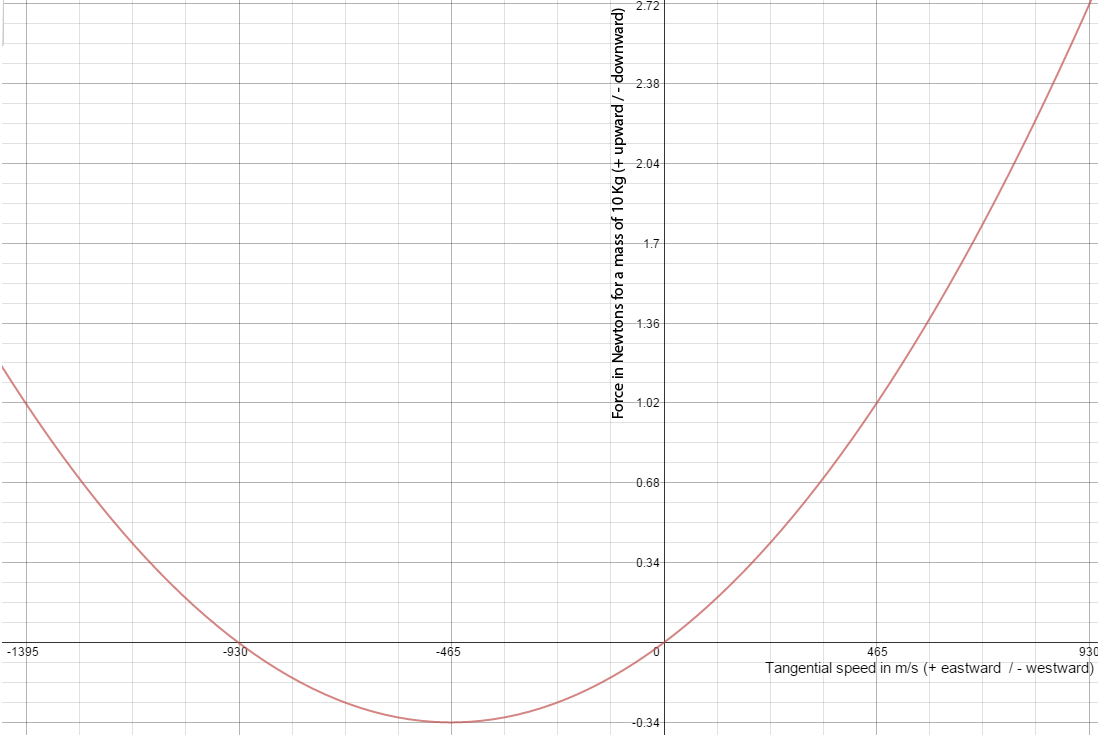
地球の赤道に沿って移動する速度の関数としての10 kgの物体にかかる力のグラフ（回転フレーム内で測定）。(縦軸が効果による力の大きさ。正の速度は東向き、負の速度は西向きである）。

3. 列車は東進する場合：列車は地球の回転方向に動くので、コリオリの項は回転軸から外側（上）に向かう。この上向きの力によって、列車は静止しているときよりも軽く見える。地球の赤道に沿って移動する速度の関数としての10-キログラム (22 lb)の物体にかかる力のグラフ（回転フレーム内で測定）。(縦軸が効果による力の大きさ。正の速度は東向き、負の速度は西向きである）。北極上空の慣性系から見ると、列車は静止していたときの2倍の速度で回転しているので、その円軌道を引き起こすのに必要な求心力は増加し、線路に作用する重力からの力は減少する。列車と一緒に回転する回転系では、遠心力成分がより大きくなり、前の2つのケースよりも列車と乗客が軽くなる。

このことは、西に飛ぶ高速の弾丸が下に偏向し、東に飛ぶ弾丸が上に偏向する理由も説明している。このコリオリ効果の垂直成分をエトヴェシュ効果(Eötvös effect)と呼ぶ。
上記の例は、物体の接線速度が地球の自転速度(465 m/s)より速くなると、物体が西に向かうにつれてエトヴェシュ効果が減少し始める理由を説明するために使うことができる。上の例で西向きの列車が速度を上げると、線路を押す重力の一部が、慣性系上で円運動を維持するために必要な求心力を占める。列車が西向きの速度を自転速度の2倍の930 m/s (2,100 mph)にすると、その求心力は列車が停止するときに受ける力と等しくなる。慣性系から見ると、どちらの場合も同じ速度で回転するが、方向は反対である。したがって、エトヴェシュ効果を完全に打ち消す力は同じである。930 m/s (2,100 mph)以上の速度で西に移動する物体は、代わりに上向きの力が加わる。図では、10-キログラム (22 lb)の物体を異なる速度で列車に乗せた場合のエトヴェシュ効果を示している。放物線の形をしているのは、求心力が接線速度の2乗に比例するからである。慣性系上では、放物線の底は原点を中心とする。オフセットは、この議論が地球の回転系を使用しているためである。このグラフは、エトヴェシュ効果が対称的ではなく、高速で西に移動する物体が受ける下向きの力は、同じ速度で東に移動する物体が受ける上向きの力よりも小さいことを示している。

### バスタブやトイレの排水溝
一般にある誤解として、バスタブやトイレなどの水受けは、北半球と南半球で排水方向が逆になることはない。これは、コリオリ力の大きさがこのスケールでは無視できるほど小さいからである。 水の初期状態（排水口の形状、受け皿の形状、水の既存の運動量など）によって決まる力は、通常コリオリの力よりも桁違いに大きく、したがって、水が回転する方向があるとすれば、それらの要因がその方向を決定することになる。例えば、両半球で同じトイレを流した場合、同じ方向に排水されるが、この方向は便器の形状によってほとんど決まる。
現実の条件下では、コリオリの力が水の流れの方向に影響を与えることはない。水が静止しており、地球の実効的な自転速度が容器に対する水の自転速度よりも速い場合、および外部から加えられるトルク（底面の凹凸を流れることによって生じるようなもの）が十分に小さい場合にのみ、コリオリ効果によって渦の方向が実際に決定される可能性がある。このような入念な準備がなければ、コリオリ効果は、水の残留回転や容器の形状などの排水の方向に対する他のさまざまな影響よりもはるかに小さくなる。

#### 非定型条件下での排水の実験室試験
1962年、Ascher Shapiro はMITでコリオリの力を試す実験を行った。横長2 meters (6 ft 7 in) の大きな水盤に、回転方向を示す小さな木の十字架を栓穴の上に置き、蓋をして水が落ち着くまで少なくとも24時間待ち排水をおこなった。このような正確な実験条件下で、彼はコリオリ効果と整合した反時計回りの回転（MITは北半球に位置する）を実証した。
彼は以下ように報告している。
どちらの考え方もある意味正しい。台所の流し台や浴槽などでの日常的な観察では、渦の方向は、日付や時間帯、実験者の特定の家庭によって予測不可能に変化するようだ。しかし、きちんと管理された実験条件下では、北半球で排水溝を下向きに見ている観察者には常に反時計回りの渦が見え、南半球にいる観察者には常に時計回りの渦が見える。適切に設計された実験では、渦はコリオリの力によって発生し、それは北半球では反時計回りである。
ロイド・トレフェセンは、シドニー大学において、18時間以上の沈降時間を伴う5つのテストにおいて、南半球における時計回りの回転を報告した。

### 弾道軌道
コリオリの力は弾道学において、非常に長距離の砲弾の弾道を計算するために重要である。歴史的に最も有名な例は、第一次世界大戦中にドイツ軍が約120 km (75 mi)の距離からパリを砲撃するために使用したパリ砲である。コリオリの力は弾丸の軌道を微細に変化させ、非常に長い距離での命中精度に影響を与える。スナイパーのような長距離射撃の正確な射手は、コリオリの力を調整している。カリフォルニア州サクラメントの緯度では、1,000 yd (910 m)北に向かって撃った弾丸は2.8 in (71 mm)右に偏向する。また、上記のエトヴェシュ効果の項で説明した垂直方向の成分もあり、西向きの射撃は低く、東向きの射撃は高く命中する。
弾道に対するコリオリ力の影響を、ミサイルや人工衛星などの軌道をメルカトル図法のような二次元（平面）地図上にプロットした場合の軌道の湾曲と混同してはならない。地球の3次元曲面を2次元曲面（地図）に投影すると、必然的に歪んだ形状になる。経路の見かけの湾曲は地球の球面性の結果であり、回転していないフレームでも生じる。

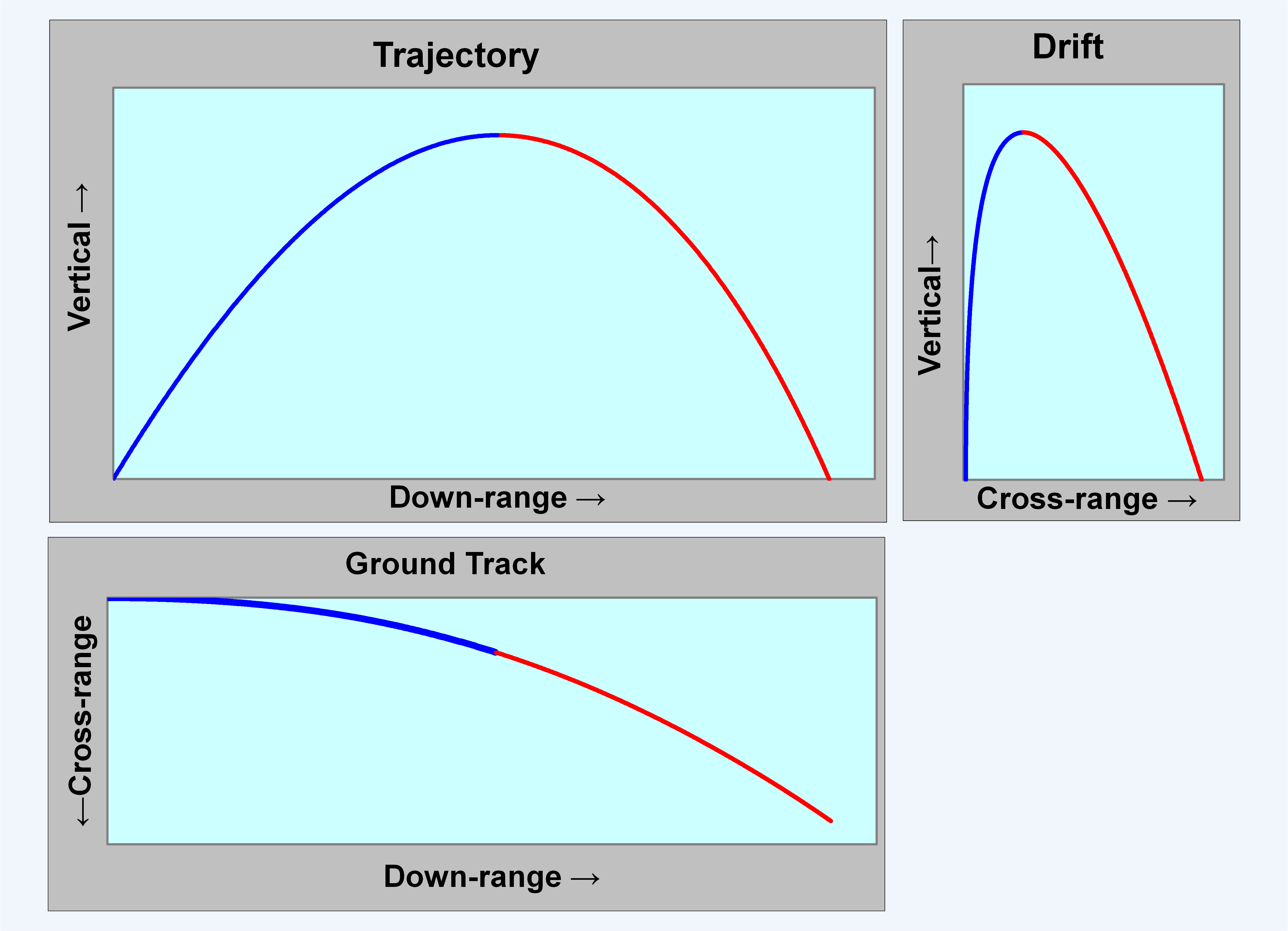
Trajectory, ground track, and drift of a typical projectile. The axes are not to scale.

移動する弾丸にかかるコリオリ力は、緯度、方位角の3方向すべての速度成分に依存する。方向とは、通常、ダウンレンジ（最初に銃が向いている方向）、垂直方向、クロスレンジの3方向である。:178
{\displaystyle A_{\mathrm {X} }=-2\omega (V_{\mathrm {Y} }\cos \theta _{\mathrm {lat} }\sin \phi _{\mathrm {az} }+V_{\mathrm {Z} }\sin \theta _{\mathrm {lat} })}
{\displaystyle A_{\mathrm {Y} }=2\omega (V_{\mathrm {X} }\cos \theta _{\mathrm {lat} }\sin \phi _{\mathrm {az} }+V_{\mathrm {Z} }\cos \theta _{\mathrm {lat} }\cos \phi _{\mathrm {az} })}
{\displaystyle A_{\mathrm {Z} }=2\omega (V_{\mathrm {X} }\sin \theta _{\mathrm {lat} }-V_{\mathrm {Y} }\cos \theta _{\mathrm {lat} }\cos \phi _{\mathrm {az} })}
- {\displaystyle A_{\mathrm {X} }}, ダウンレンジ加速度
- {\displaystyle A_{\mathrm {Y} }}, 垂直方向の加速度、正は上向きの加速度を示す。
- {\displaystyle A_{\mathrm {Z} }}, クロスレンジ加速度、正は右向きの加速度を示す
- {\displaystyle V_{\mathrm {X} }}, ダウンレンジの速度
- {\displaystyle V_{\mathrm {Y} }}, 鉛直方向の速度、正は上向きの速度を示す。
- {\displaystyle V_{\mathrm {Z} }}, クロスレンジの速度、正は右向きの速度を示す。
- {\displaystyle \omega } = 0.00007292 rad/sec, 地球の角速度。（恒星日に基づく）
- {\displaystyle \theta _{\mathrm {lat} }}, 緯度、正が北半球を示す。
- {\displaystyle \phi _{\mathrm {az} }}, 真北から時計回りに測定した方位角。

## その他の分野におけるコリオリ効果

### コリオリ式質量流量計
コリオリ効果を実用化したものに管内を流れる流体の質量流量と密度を測定する装置である、コリオリ式質量流量計がある。作動原理は、流体が通過する管の振動を誘発することにある。振動は完全な円形ではないが、コリオリ効果を生み出す回転系となる。具体的な方法は流量計の設計によって異なるが、センサーは振動するフローチューブの周波数、位相シフト、振幅の変化をモニターし分析する。観測された変化から流体の質量流量と密度を分析することができる。

### 分子物理学
多原子分子では、分子運動は、平衡位置を中心とした原子の剛体回転と内部振動によって記述することができる。原子の振動の結果、原子は分子の回転座標系に対して相対的に運動する。そのためコリオリ効果が存在し、原子を元の振動に垂直な方向に運動させる。このため、分子のスペクトルには回転準位と振動準位が混在することになり、そこからコリオリ結合定数を求めることができる。

### 昆虫の飛行
ハエ（双翅目）と一部の蛾（鱗翅目）は、体の角速度に関する情報を伝達する特殊な付属器官や器官によって、飛行中のコリオリ効果を利用している。これらの付属器の直線運動から生じるコリオリの力は、昆虫の体の回転系内で検出される。ハエの場合、その特殊な付属器は「ハルテア」と呼ばれるあるダンベル状の器官である。
ハルテアは、主翼と同じ周期で平面振動しているため、体が回転するとハルテアの運動平面から横方向にずれる。
蛾では、ハエのハルテアと同様に同様に触角がコリオリの力を感知する役割を担っていることが知られている。 ハエと蛾の両方において、付属器の基部にある機械受容器は、ピッチとロールの平面における回転に相関する周波数と、ヨーの平面における回転に相関する周波数の2倍の周波数の偏差に敏感である。

### ラグランジュ点の安定性
天文学では、ラグランジュ点とは、2つの大きな天体の軌道面において、重力の影響だけを受ける小さな天体が、2つの大きな天体に対して安定した位置を保つことができる5つの位置のことである。最初の3点(L1, L2, L3) は2つの大きな天体を結ぶ線上にあり、最後の2点(L4 and L5)はそれぞれ2つの大きな天体と正三角形を形成している。L4とL5は、2つの大きな体とともに回転する座標系における有効ポテンシャルの極大値に対応するが、これらはコリオリ効果により安定である。 この安定性は、トロヤ群が見つかるTadpole orbitとして知られる、L4 またはL5だけを周回する軌道をもたらす。 また、馬蹄形軌道として知られるL3, L4, L5, を取り囲む軌道になることもある。